# ベールイ・ドーム
座標: 北緯55度45分18秒 東経37度34分23秒 / 北緯55.754935度 東経37.573146度

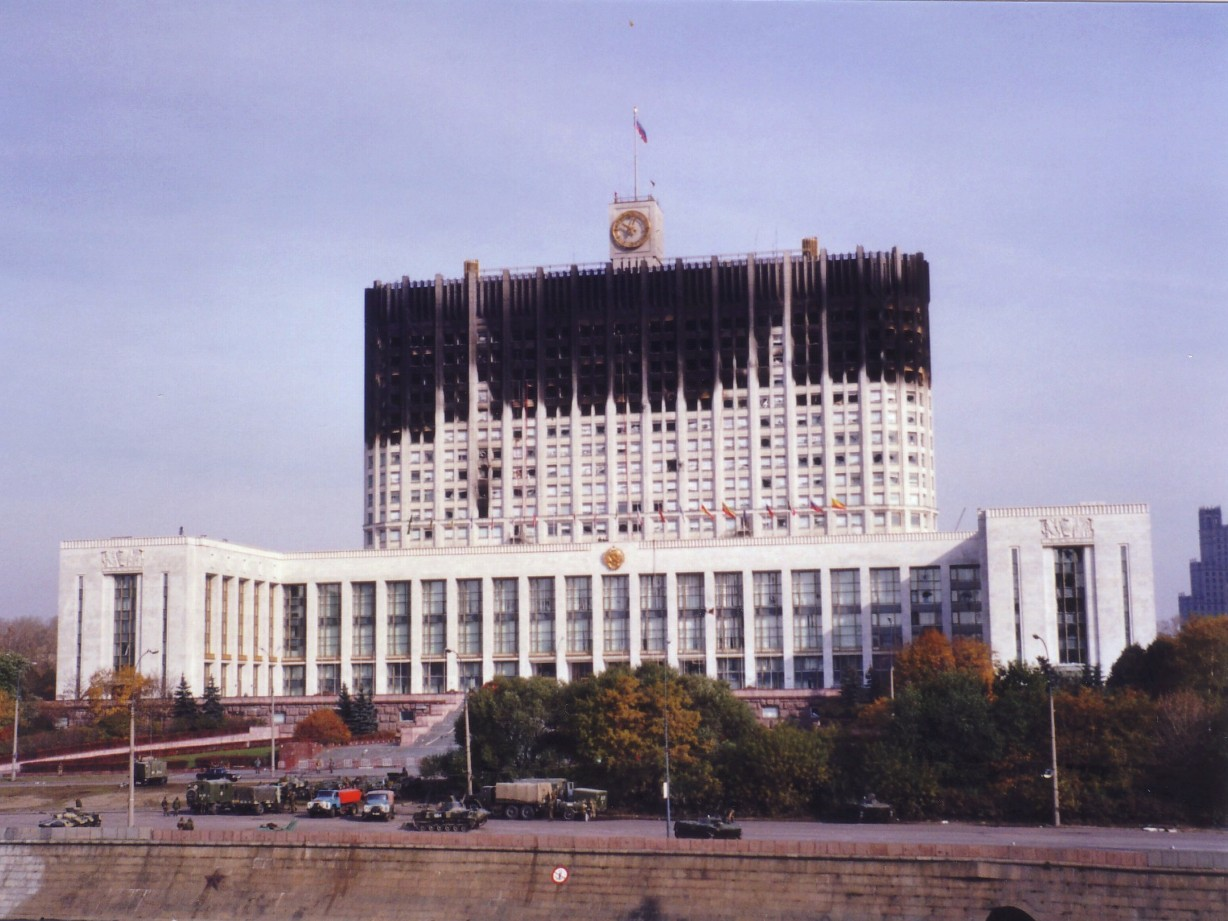
モスクワ騒乱事件で砲撃を受けたベールイ・ドーム。鎮火直後の1993年10月4日撮影。

ベールイ・ドーム（ロシア語: Белый дом, ビェールィイ・ドーム）は、ロシアの首都モスクワに位置する建築物。ロシア連邦政府庁舎であり、ソ連時代には、ロシア共和国人民代議員大会と最高会議が入っていたためロシア最高会議ビルとして知られた。「Белый дом」は「白い建物」という意味である。

## 歴史
ビルはドミートリイ・チェチューリンとP.シュテーラーの設計で1965年に着工され、1981年に完成しロシアソビエト共和国の最高会議と閣僚会議の本部となった。

### 8月クーデター
1991年、国家非常事態委員会に対抗したエリツィンらが立て籠もり、ゴルバチョフ大統領の救出を要求し、自ら戦車の上で演説し、市民に対して国家非常事態委員会に反対し、ゼネストを呼掛けた。エリツィンに呼応する形で、クーデターに反対する市民は、本ビルに続々と集結し、建物の周辺にバリケードを構築した。クーデターは失敗し、エリツィンは本ビル前でクーデターに対し勝利宣言し、これには市民20万人が参加した。

### モスクワ騒乱事件
ソビエト連邦の崩壊後、引き続きロシア最高会議ビルとして使用されていたが、エリツィン大統領とアレクサンドル・ルツコイ副大統領、ルスラン・ハズブラートフ最高会議議長ら保守派との間の対立が激化し、1993年反エリツィン陣営は最高会議ビルに立て籠もった。エリツィンが8月クーデターの際に籠城した最高会議ビルは反対派の牙城となり、エリツィン側が攻撃するという皮肉な構図となった。エリツィンは戦車部隊に命じ、最高会議ビルを砲撃して鎮圧した。
事件後、改修されロシア連邦政府の首相官邸、行政庁舎となった。